# Tepetitán (El Salvador)
Tepetitán es un distrito del municipio de San Vicente Sur en el departamento de San Vicente, El Salvador. Según el censo oficial de 2024, tiene una población de 3.869 habitantes, lo que lo convierte en el distrito menos poblado del departamento, y el distrito número 215 a nivel nacional en términos de población.

## Historia
El asentamiento primitivo de Tepetitán, de origen náhuatl, se encontraba entre el volcán de San Vicente y el cerro Grande o Hueytepec. Ya en la época de la colonización española, existió otro pueblo a un "cuarto de legua" de aquel lugar que resultó extinguido. Posteriormente, en ese sitio se ubicó la hacienda Tepetitán. 
Tepetitán, fue un asentamiento fundada por pueblos yaquis o pipiles y su nombre vernáculo viene del topónimo náhuat: 
Tepet: cerro  
Ti: entre 
Tan: sufijo locativo  
su significado seria: "Lugar entre cerros o Entre Cerros" 
En ese tiempo la producción de tabaco en la intendencia era notable, por lo que en Tepetitán se ubicó una factoría, adonde se depositaba el producto. El traslado ocurrió en 1792. Para 1807, según el Intendente Antonio Gutiérrez y Ulloa, el pueblo era "crecido de ladinos", con "unas 1,200 almas de todas las 4 edades y sexos". Para la época republicana, pasó a formar parte del departamento de San Vicente el año 1824. 
Por otra parte, Anastasio Aquino, líder de una revuelta indígena en San Vicente, emitió en este poblado su Decreto de Tepetitán en 1833. De acuerdo al historiador Guillermo Dawson, en 1890 habitaban en el sitio 1.510 personas. 

### Desastres naturales
Tepetitán ha sido afectada por diversas inundaciones, como las ocurridas en el año 1918; y la del 7 de junio de 1934 que destruyó la localidad. Esta tragedia provocó que los vecinos decidieran trasladarse a su actual asiento, que fue renombrado como Nuevo Tepetitán. También el año 2009, sucedió otro temporal. Asimismo, los terremotos de 2001 derribaron al menos 720 viviendas, y provocaron daños considerables en edificios públicos, aparte de las personas damnificadas, lesionadas y cuatro fallecidas.

## Información general
El distrito tiene un área de 12,81 km², y la cabecera una altitud de 580 m s. n. m. En idioma náhuat, Tepetitán significa "Lugar entre cerros", o "Entre cerros". A través de los años ha sido conocido como San Lucas Tepetitán (1694), Nuestra Señora del Rosario de Tepetitán (1792), y Tepetitán (desde 1807). Las fiestas patronales se celebran en el mes de agosto en honor a la Virgen del Tránsito.